# Episodi di Jenny la tennista
Lista degli episodi di Jenny la tennista (Ace o nerae!), serie televisiva anime tratta dall'omonimo manga di Sumika Yamamoto, prodotta da Tokyo Movie Shinsha e diretta da Osamu Dezaki. L'anime, costituito da 26 episodi, è andato in onda su MBS dal 5 ottobre 1973 al 29 marzo 1974, mentre in italia è stato trasmesso sulle televisioni locali dal 1981.
Tokyo Movie ha prodotto un remake della serie inedito in Italia: Shin Ace o Nerae! diretto da Minoru Okazaki e trasmesso in 25 episodi su Nippon Television dal 14 ottobre 1978 al 31 marzo 1979.
Lo studio ha inoltre prodotto due serie di sequel OAV, entrambi diretti da Dezaki: Ace o nerae! 2 distribuita in 13 episodi dal 25 luglio al 23 ottobre 1988 e Ace o nerae! Final Stage di 12 episodi, distribuita dal 23 ottobre 1989 al 24 aprile 1989. In Italia, entrambe le serie OAV sono state trasmesse da Italia 1 nel 1990 con il titolo Jenny, Jenny, assieme ad una nuova edizione della prima serie.

## Serie televisive anime

### Jenny la tennista
| Nº | Titolo italiano (edizione Telecinevideo 1981 / edizione Fininvest 1990) Giapponese 「Kanji」 - Rōmaji                   | In onda          | In onda         |
| Nº | Titolo italiano (edizione Telecinevideo 1981 / edizione Fininvest 1990) Giapponese 「Kanji」 - Rōmaji                   | Giapponese       | Italiano        |
| 1  | La mia Madame Butterfly / Il nuovo allenatore 「テニス王国のシンデレラ」 - tenisu ōkoku no Cinderella                   | 5 ottobre 1973   | 2 dicembre 1981 |
| 2  | La tennista sei tu / Una decisione rischiosa 「選手はおまえだ!」 - senshu haomaeda !                                    | 12 ottobre 1973  |                 |
| 3  | Mira alla vittoria / Il primo incontro 「涙の地区予選」 - namida no chikuyosen                                          | 19 ottobre 1973  |                 |
| 4  | La sfida di Evelyn / La sfida di Evelyn 「テニスコートの対決」 - tenisukoto no taiketsu                                 | 26 ottobre 1973  |                 |
| 5  | La rivolta contro l'allenatore / Allenamento senza tregua 「鬼コーチにぶつかれ!」 - oni kochi nibutsukare !             | 2 novembre 1973  |                 |
| 6  | Il giorno delle semifinali / Il giorno delle semifinali 「ああ!準決勝の日」 - aa ! junkesshō no nichi                   | 9 novembre 1973  |                 |
| 7  | I servizi di Rosy / I servizi di Rosy 「弾丸サーブお蘭!」 - dangan sabu o ran !                                         | 16 novembre 1973 |                 |
| 8  | La sfida delle rose rosse / La sfida delle rose 「赤いバラの挑戦」 - akai bara no chōsen                                | 23 novembre 1973 |                 |
| 9  | Il momento chiave / Jenny contro Madame Butterfly 「白熱のマッチポイント!」 - hakunetsu no macchipointo !               | 30 novembre 1973 |                 |
| 10 | Triste congedo / L'addio di Jenny 「涙の退部とどけ」 - namida no taibu todoke                                           | 7 dicembre 1973  |                 |
| 11 | Un colpo pauroso / Un colpo pauroso 「恐怖のスピンドライブ!」 - kyōfu no supindoraibu !                                 | 14 dicembre 1973 |                 |
| 12 | Reika contro Rosy / Reika contro Rosy 「決戦!お蝶対お蘭」 - kessen ! o chō mukao ran                                    | 21 dicembre 1973 |                 |
| 13 | Sono pazza di Teddy / Momenti difficili 「すき!すき!すき!藤堂さん」 - suki ! suki ! tōdō san                            | 28 dicembre 1973 |                 |
| 14 | Allenamento speciale / Allenamento speciale 「燃えろ!木枯しの特訓」 - moe ro ! kogarashi no tokkun                      | 4 gennaio 1974   |                 |
| 15 | Il segreto di un doppio / Il segreto del doppio 「ダブルスコンビ誕生の秘密」 - daburusukonbi tanjō no himitsu           | 11 gennaio 1974  |                 |
| 16 | Un servizio violento / Un'amica ritrovata 「恐怖の竜巻サーブ!」 - kyōfu no tatsumaki sabu !                             | 18 gennaio 1974  |                 |
| 17 | Un servizio folle / Un'intesa inattaccabile 「うなる!魔のツイストサーブ」 - unaru ! ma no tsuisutosabu                  | 25 gennaio 1974  |                 |
| 18 | Contro la spia nera / Le spie nere 「黒いスパイを叩け!」 - kuroi supai o tatake !                                       | 1º febbraio 1974 |                 |
| 19 | Una vittoria emozionante / Una vittoria emozionante 「血ぞめの大逆転」 - chi zomeno daigyakuten                         | 8 febbraio 1974  |                 |
| 20 | Nella luce splendente del mattino / Incontri 「朝やけのラリー」 - asa yakeno rari                                       | 15 febbraio 1974 |                 |
| 21 | La finale del doppio / La finale del doppio 「あやうし!ダブルス決勝」 - ayaushi ! daburusu kesshō                       | 22 febbraio 1974 |                 |
| 22 | Un addio senza lacrime / Un addio senza lacrime 「卒業試合に涙は無用!」 - sotsugyō shiai ni namida ha muyō !            | 1º marzo 1974    |                 |
| 23 | La schiacciata / Un duro allenamento 「打ちこめ!この一球を」 - uchi kome ! kono ikkyū o                                 | 8 marzo 1974     |                 |
| 24 | Amore in campo / A presto amore mio 「コートに舞うラブレター」 - koto ni mau rabureta                                   | 15 marzo 1974    |                 |
| 25 | Gioventù dedicata al tennis / Incontro misto 「男子テニスに負けるな!」 - danshi tenisu ni make runa !                   | 22 marzo 1974    |                 |
| 26 | Jenny contro Madame Butterfly / Una partita decisiva 「ひろみ対お蝶!最後の対決」 - hiromi mukao chō ! saigo no taiketsu | 29 marzo 1974    |                 |

### Shin Ace o nerae!
| Nº | Giapponese 「Kanji」 - Rōmaji                                                           | In onda          | In onda |
| Nº | Giapponese 「Kanji」 - Rōmaji                                                           | Giapponese       |         |
| 1  | 「ひろみとお蝶と鬼コーチ」 - hiromitoo chō to oni kochi                                 | 14 ottobre 1978  |         |
| 2  | 「選手と迷惑と藤堂さん」 - senshu to meiwaku to tōdō san                                | 21 ottobre 1978  |         |
| 3  | 「仮病といじわると思いやり」 - kebyō toijiwaruto omoiyari                               | 28 ottobre 1978  |         |
| 4  | 「試合とケイレンと自転車にのって」 - shiai to keiren to jitensha ninotte                | 4 novembre 1978  |         |
| 5  | 「ひろみと妬み心と消えたラケット」 - hiromito netami kokoro to kie ta raketto           | 11 novembre 1978 |         |
| 6  | 「特訓とねばりとあついまなざし」 - tokkun tonebaritoatsuimanazashi                      | 18 novembre 1978 |         |
| 7  | 「お蘭と素質と白いコート」 - o ran to soshitsu to shiroi koto                           | 25 novembre 1978 |         |
| 8  | 「不安と不安と赤いバラ」 - fuan to fuan to akai bara                                    | 2 dicembre 1978  |         |
| 9  | 「涙と退部と恋しいコート」 - namida to taibu to koishi i koto                           | 9 dicembre 1978  |         |
| 10 | 「カムバックと情熱とお蝶夫人」 - kamubakku to jōnetsu too chō fujin                     | 16 dicembre 1978 |         |
| 11 | 「憎しみとお蘭と冬の風」 - nikushimi too ran to fuyu no kaze                            | 23 dicembre 1978 |         |
| 12 | 「ひろみとダブルスとコーチの秘密」 - hiromito daburusu to kochi no himitsu              | 30 dicembre 1978 |         |
| 13 | 「愛と闘志と宗方仁」 - ai to tōshi to munakata hitoshi                                  | 6 gennaio 1979   |         |
| 14 | 「握手とひけめと私のテニス」 - akushu tohikemeto watashi no tenisu                      | 13 gennaio 1979  |         |
| 15 | 「恋とパワーと軽井沢」 - koi to pawa to karuizawa                                       | 20 gennaio 1979  |         |
| 16 | 「自信と過保護と例外メンバー」 - jishin to kahogo to reigai menba                       | 27 gennaio 1979  |         |
| 17 | 「強敵と二敗と愛の翼」 - kyōteki to nihai to ai no tsubasa                              | 3 febbraio 1979  |         |
| 18 | 「人気とメダルと狙われる女」 - ninki to medaru to nerawa reru onna                      | 10 febbraio 1979 |         |
| 19 | 「コンパと抱擁と板ばさみ」 - konpa to hōyō to ita basami                                | 17 febbraio 1979 |         |
| 20 | 「ひろみと海外遠征とコーチの計画」 - hiromito kaigaiensei to kochi no keikaku           | 24 febbraio 1979 |         |
| 21 | 「ひろみと固い絆と南十字星」 - hiromito katai kizuna to minamijūjisei                   | 3 marzo 1979     |         |
| 22 | 「恋と挫折と再出発」 - koi to zasetsu to saishuppatsu                                   | 10 marzo 1979    |         |
| 23 | 「衝撃と波紋とお蝶夫人」 - shōgeki to hamon too chō fujin                               | 17 marzo 1979    |         |
| 24 | 「愛と自覚と不吉な予感」 - ai to jikaku to fukitsu na yokan                             | 24 marzo 1979    |         |
| 25 | 「輝く未来と永遠の別れと宗方仁」 - kagayaku mirai to eien no wakare to munakata hitoshi | 31 marzo 1979    |         |

## OAV

### Ace o nerae 2!
| Nº | Titolo italiano Giapponese 「Kanji」 - Rōmaji                                    | Prima visione     | Prima visione    |
| Nº | Titolo italiano Giapponese 「Kanji」 - Rōmaji                                    | Giapponese        | Italiano         |
| 1  | L'astro nascente 「無二の親友の約束」 - muni no shinyū no yakusoku               | 25 luglio 1988    | 23 novembre 1990 |
| 2  | La partenza 「岡、エースをねらえ!」 - oka , esu wonerae !                        | 25 luglio 1988    | 26 novembre 1990 |
| 3  | Primi successi 「コーチのいない海外遠征」 - kochi noinai kaigaiensei             | 25 luglio 1988    | 28 novembre 1990 |
| 4  | Un triste segreto 「哀しみのニューヨーク」 - kanashi mino nyuyoku                | 25 luglio 1988    | 30 novembre 1990 |
| 5  | La rivelazione 「残された日記」 - nokosa reta nikki                              | 25 luglio 1988    | 3 dicembre 1990  |
| 6  | Addio Jeremy 「さよならコーチ」 - sayonara kochi                                 | 25 settembre 1988 | 5 dicembre 1990  |
| 7  | Jenny va al tempio - I parte 「悲しみの中へ」 - kanashimi no naka he             | 25 settembre 1988 | 7 dicembre 1990  |
| 8  | Jenny va al tempio - II parte 「宗方仁のラケット」 - munakata hitoshi no raketto | 25 settembre 1988 | 10 dicembre 1990 |
| 9  | Un nuovo mattino 「傷だらけのコート」 - kizu darakeno koto                       | 25 settembre 1988 | 12 dicembre 1990 |
| 10 | Le rivali 「ライバルたち」 - raibaru tachi                                       | 25 ottobre 1988   | 14 dicembre 1990 |
| 11 | Estenuanti allenamenti 「決戦前夜」 - kessen zenya                               | 25 ottobre 1988   | 17 dicembre 1990 |
| 12 | Il torneo 「弾丸サーブ・復活!」 - dangan sabu . fukkatsu !                       | 25 ottobre 1988   | 19 dicembre 1990 |
| 13 | Lo scontro 「きっと…見ている」 - kitto ... mite iru                              | 25 ottobre 1988   | 21 dicembre 1990 |

### Ace o nerae! Final Stage
| Nº | Titolo italiano Giapponese 「Kanji」 - Rōmaji                                             | Prima visione    | Prima visione    |
| Nº | Titolo italiano Giapponese 「Kanji」 - Rōmaji                                             | Giapponese       | Italiano         |
| 1  | Jenny ti amo 「僕は好きだ、君が!」 - bokuha suki da , kun ga !                            | 23 ottobre 1989  | 25 dicembre 1990 |
| 2  | Ritorno al tempio 「19才の夏」 - 19 sai no natsu                                          | 23 ottobre 1989  | 27 dicembre 1990 |
| 3  | Teddy mi manchi 「NEVER SAY GOOD BYE」 - never say good bye                               | 24 novembre 1989 | 29 dicembre 1990 |
| 4  | Tanta voglia di Teddy 「会いたい、藤堂さん…」 - ai tai , tōdō san ...                     | 24 novembre 1989 | 30 dicembre 1990 |
| 5  | New York arrivo 「もう引き返せない」 - mō biki kaese nai                                  | 23 dicembre 1989 | 1º gennaio 1991  |
| 6  | Una visita inaspettata 「ニューヨーク、藤堂さんのいる街」 - nyuyoku , tōdō sannoiru machi | 23 dicembre 1989 | 3 gennaio 1991   |
| 7  | La prima vittoria 「ADVANTAGE…」 - advantage ...                                          | 24 gennaio 1990  | 5 gennaio 1991   |
| 8  | Jenny torna a casa 「最後の敗者復活戦…!」 - saigo no haishafukkatsu sen ... !             | 24 gennaio 1990  | 6 gennaio 1991   |
| 9  | Coppa Queen 90 「クイーンズカップ'90開幕!」 - kuinzukappu '90 kaimaku !                   | 23 febbraio 1990 | 8 gennaio 1991   |
| 10 | La sfida di Rosy 「チャレンジャー・蘭子!」 - charenja . ranko !                           | 23 febbraio 1990 | 10 gennaio 1991  |
| 11 | L'ultimo volo 「もう、翔べなくなりました…」 - mō , tobe nakunarimashita ...               | 24 aprile 1990   | 12 gennaio 1991  |
| 12 | Un finale travolgente 「FINAL STAGE」 - final stage                                       | 23 febbraio 1990 | 14 gennaio 1991  |